# Diether Ocampo
Diether Ocampo (19 de julio de 1973 en Bacoor, Cavite), es un cantante, actor y modelo filipino.  Él audicionó para la cadena ABS-CBN's en busca de talentos en 1996. Un año y medio más tarde, se convirtió en uno de los miembros del Star Círculo Lote 2. Su primera aparición fue en la película Calvento, puestos en Archivos en 1997. Comenzó en el show-business como miembro de ABS CBN 's ya considerado como la Estrella Mágica.  Ocampo tiene el récord en la comedia en trece teleseryes, más que ningún otro actor en la historia de la televisión de Filipinas. Es también conocido como el "Capitán Mongrel”, si bien en la actualidad está presente en obras de caridad a través de sus hijos en virtud de la Fundación para ayudar a los niños desfavorecidos del Metro Manila. Intrigas en la transferencia de Ocampo ABS CBN, tuvo un rival en la red GMA, que se ha demostrado en diferentes documentos y al parecer, que ya firmó un contrato de 4 años. Se suponía que iba a tener su primer proyecto en la GMA, que es la versión de Koreanovela Todo sobre Eva. Pero recientemente, se acaba de firmar un contrato de dos años en su red de origen después de haber ofrecido dos espectáculos y por lo tanto, seguirá siendo una estrella Mágica del talento. Durante el lanzamiento de nuevos comerciales, él ha demostrado en ABS-CBN el próximo año, que se incluirá en teleserye dos Kapamilya en la Red a partir de 2009, es decir, Buhay Ko ng Buhay con Ángel Locsin y Sam Milby, en la versión filipina de Rubi con Angélica Panganiban. Diether Ocampo sigue siendo un Kapamilya.

## Filmografía

### Televisión
| 2011 | Maalala Mo Kaya:Singsing                       | Joel Villanueva             |
| 2011 | Guns N' Roses                                  | Marcus Aguilar              |
| 2010 | Sabel                                          | Frederico "Eric" Zaragosa   |
| 2010 | Your Song:Gimik 2010                           | Gregerio "Gary" Ballesteros |
| 2010 | Rubi                                           | Hector Ferrer               |
| 2009 | Maalala Mo Kaya:Lambat                         | Mang Piyo                   |
| 2009 | Only You                                       | Jonathan Sembrano           |
| 2008 | Maalaala Mo Kaya: Robot                        | Alex                        |
| 2008 | Iisa Pa Lamang                                 | Miguel Castillejos          |
| 2008 | Maligno                                        | Hector Salcedo              |
| 2008 | Lobo                                           | Lorenzo Blancaflor          |
| 2007 | [[Princess Sarah (TV series)\|Princess Sarah]] | Master Brandon Crissford    |
| 2007 | Margarita                                      | Bernard Beltran             |
| 2007 | Maalaala Mo Kaya: Blue Rose                    | Lester                      |
| 2007 | Rounin                                         | Master Cadmus               |
| 2007 | Sineserye Presents: Palimos ng Pag-ibig        | Rodel Alcaraz               |
| 2007 | Love Spell: Click na Click                     | Josh                        |
| 2006 | Star Magic Presents: The Game of Love          | Gary                        |
| 2006 | Komiks: Bahay ng Lagim                         |                             |
| 2006 | Star Magic Presents: Windows to the Heart      | Dennis                      |
| 2006 | Komiks: Bampy                                  |                             |
| 2005 | Ikaw Ang Lahat Sa Akin                         | Ivan Ynares                 |
| 2005 | Bora: Sons of the Beach                        | Ditoy                       |
| 2004 | Marina                                         | Prinsipe Lirio              |
| 2004 | 'Til Death Do Us Part                          | Manuel                      |
| 2003 | Sana'y Wala Nang Wakas                         | Leonardo Madrigal           |
| 2003 | Buttercup                                      | Winston Go                  |
| 2001 | Recuerdo de Amor                               | Paulo Jose Villafuerte      |
| 1999 | Saan Ka Man Naroroon                           | Bart                        |
| 1997 | Oka Tokat!                                     |                             |
| 1997 | Mula Sa Puso                                   | Michael Miranda             |
| 1996 | Super Laff In                                  | Host/Himself                |
| 1996 | Gimik                                          | Gary Ballesteros            |
| 1995 | ASAP                                           | Host/Himself                |

### Películas
| Año  | Título                       | Roles               |
| 2005 | Nasaan Ka Man                | Ito                 |
| 2004 | Bcuz of U                    | RJ                  |
| 2004 | Volta                        | Atty. Lloyd Ventura |
| 2002 | Bahid                        | Rodney              |
| 2002 | Jologs                       | Mando               |
| 2001 | Ano bang meron ka?           | Jason               |
| 2001 | La Vida Rosa                 | Dado                |
| 2000 | Gusto ko ng Lumigaya         | Leo                 |
| 2000 | Bukas Na Lang Kita Mamahalin | Jimboy              |
| 1999 | Soltera                      | Eric                |
| 1999 | Gimik: The Reunion           | Gary Ballesteros    |
| 1999 | Mula Sa Puso: The Movie      | Michael Miranda     |
| 1999 | Bakit Pa                     | Joseph              |
| 1998 | Magandang Hatinggabi         | Louie               |
| 1998 | Dahil Mahal Na Mahal Kita    | Ryan                |
| 1997 | Calvento Files: The Movie    | Rodolfo             |